# Manettia coccinea
Espèce
Synonymes
Selon Tropicos (23 février 2022)
- Manettia coccinea var. spraguei (Wernham) Steyerm.
- Nacibea coccinea Aubl. - Basionyme

Selon GBIF (23 février 2022)
Manettia coccinea est une espèce néotropicale de liane néotropicale, appartenant à la famille des Rubiaceae.

## Description
Manettia coccinea est une liane herbacée volubile.
Ses feuilles mesurent 3-10 × 1-4 cm et portent 4 ou 5 paires de nervures secondaires. Les pétioles sont longs de 3-10 mm, et les stipules de 1-2 mm.
On compte 1 ou 2 fleurs par aisselle. Le pédoncule est long de 2-4 cm. Les 4-8 calices mesurent 2-7 mm de long. La corolle de couleur rouge, présente un tube long de 10-18 mm, et des lobes de 5-12 mm.
Les fruits sont des capsules mesurant environ 10 × 8 mm, et les graines sont longues de 1-2 mm.
En 1953, Lemée en propose la description suivante de Manettia coccinea :

« Tiges grêles anguleuses glarbres ou finement poilues ; feuilles de 0,03-0,07 sur 0,01-0,03, en général ovalles acuminées, à base aiguë ou obtuse, minces glabres ou peu poilues, stipules très petites unies au pétiole, finement dentées ; fleurs en général solitaires pédicellées, calice glabre ou poilu, à tube de 3-5 mm. et 8 segments sub-égaux de 1-14 mm réfléchis frangés, corolle rouge hypocratérimorphe, tube de 15-28 mm., très poilu à la base en dedans, limbe à lobes de 4-5 mm. ovales ou triangulaires, étamines incluses ; capsule de 6-10 mm. sur 6-8, glabre. »

— Albert Lemée, 1953.
Manettia coccinea a souvent été confondu avec Manettia reclinata qui a des fleurs blanches.

## Répartition
Manettia coccinea est présente de la Colombie au Brésil en passant par le Venezuela, le Guyana, le Suriname, la Guyane.

## Écologie
Manettia coccinea pousse dans les forêts ripicoles et de plaine, à 50-200 m d'altitude. 
Sa taxonomie a été précisée.
Manettia coccinea a été retrouvé dans des prélèvements palynologiques anciens de l'Holocène en Guyane,.

## Chimie
Manettia coccinea contiendrait des alcaloïdes.

## Protologue

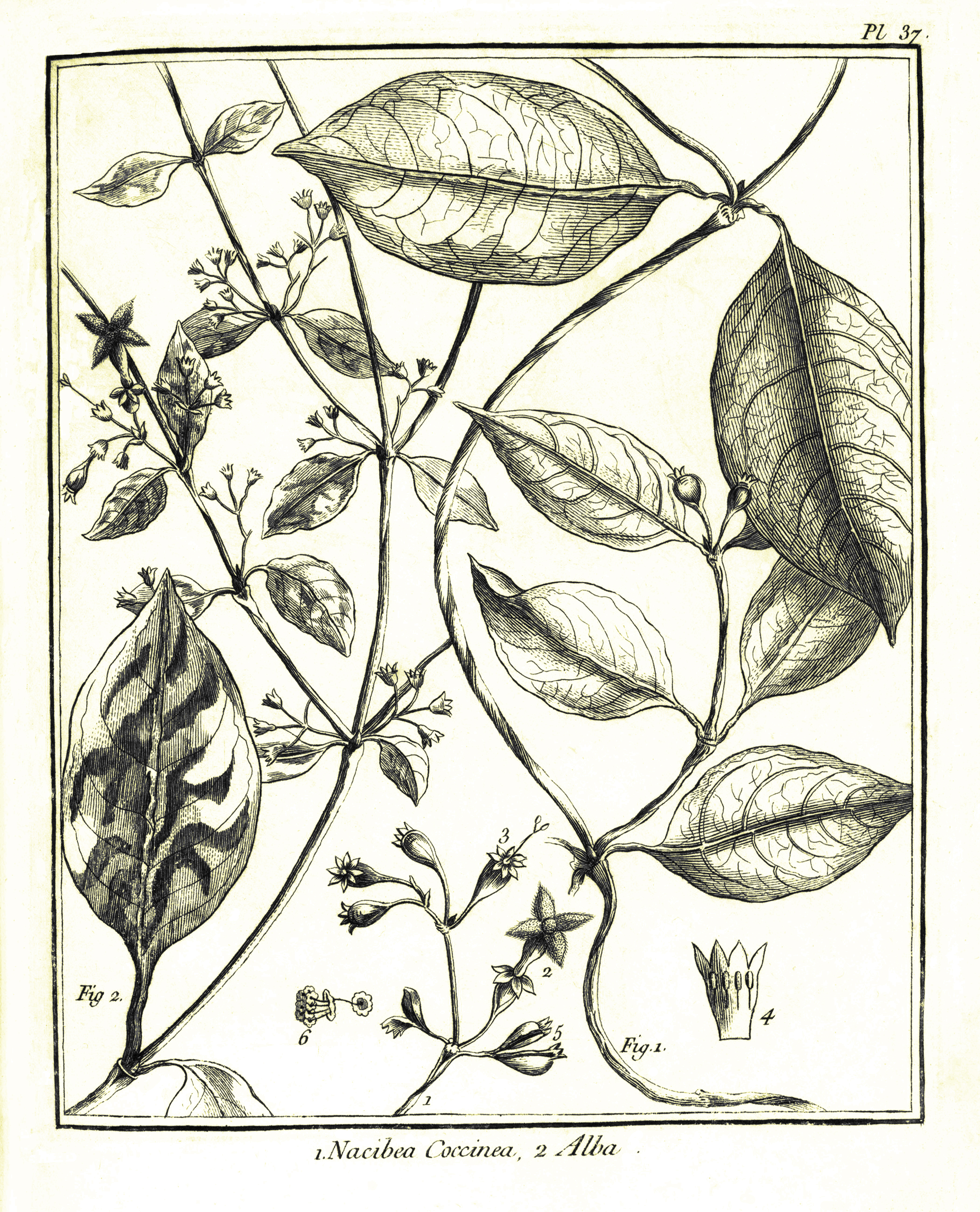
Manettia coccinea par Aublet (1775)
Planche 37. fig. 1 Manettia coccinea - 1. Bouquet de fleur. - 2. Fleur épanouie. - 3. Ovaire couronne du calice, diſque. Style. Stigmate. - 4. Corolle ouverte. Étamines. - 5. Capſule ſéparée en deux loges. - 6. Placenta. Semences. - fig. 2 Manettia alba

En 1775, le botaniste Aublet propose le protologue suivant : 

« 1. NACIBEA (coccinea). calice floris ododentato, foliis ovatis, acuminatis. (Tabula 37. Fig. 1)
Planta perennis, è radice plures caules nodoſos, ramoſos, tetragonos, volubiles, ſuprà frutices expanſos emittens. Folia ad nodos bina, oppoſita, petiolata, glabra, ovata, acuta. Stipula oblonga, acuta, intrà baſim petiolorum ; ex utroque latere. Flores racemofi, utrinque ad axillas foliorum : pedunculus communis squamulis duabus ad baſim munitus, uti pedunculi partiales.
Florum calix denticulis odo coronatur. Corolla hypocrateriformis, tubus albus, pundis rubris notatus; limbus ſuperne coccineus & tomentoſus ; faux tubi pilis luteis clauſa.
Capsula infera. Semina plana, margine membranacco circumdata.
Florebat & fructum ferebat Maïo.
Habitat ad ripam amnis Galibienſium.

LA NACIBE à fleur rouge (PLANCHE 37. fig. 1)
La racine de cette plante eſt fibreuſe & rameuſe : elle pouſſe à ſon ſommet des tiges, & des branches noueuſes, a quatre angles, d'où partent des rameaux longs, grêles, qui ſe répandent & ſe roulent de gauche à droite ſur les plantes, & ſur les arbriſſeaux voiſins.
Les feuilles naiſſent de chaque nœud, deux à deux, oppoſées, diſpoſées en croix, garnies, à leur baſe de deux stipules intermédiaires & oppoſées. Ces feuilles ſont vertes, luiſantes, ovales ; terminées en pointe, traverſées par une nervure longitudinale, ſaillante, accompagnée de chaque côte, de pluſieurs nervures courbées qui ſe terminent au bordde la feuille. Celle-ci eſt portée ſur un pédicule plus ou moins long, creuſe en goutière à ſa ſurface supérieure, & convexe en deffous; les plus grandes feuilles out trois pouces de longueur ſur un & demi de largeur. De l'aiſſelle de chaque feuille, naît a droit &a gauche, un bouquet & fleurs, dont le pédoncule ſe ramifie, & porte a l'extrémité de chaque rameau, deux, trois ou quatre fleurs ſur un pédoncule particulier, garni à ſa naiſſance de deux petites stipules.
Le calice eſt oblong, enfle, & comprime, marqué ſur les deux faces de quatre cannelures i il eſt un peu étranglé vers ſon ſommet, qui eſt diviſé en huit petites parties étroites, aiguës & charnues.
La corolle eſt d'une ſeule pièce régulière, c'eſt un tube emboîté autour d'un diſque qui couronne l'ovaire : ce tube a environ ſix lignes de longueur ; il eſt partage à ſon extrémité ſupérieure, en quatre lobes ovales & aigus, velus en deſſus, & de couleur d'écarlate. Il eſt blanc, pointille de rouge ; ſon orifice eſt bouche de poils d'un jaune doré.
Les étamines ſont au nombre de quatre, rangées autour de la paroi interne du tube, au deſſous de ſes diviſions.
Le piſtil eſt un ovaire renferme dans le calice, couronne d'un diſque, du centre duquel s'élève un style terminé par deux stigmates. L'ovaire devient une capsule ſèche, a deux loges, qui ſe partagent en deux portions qui chacune s'ouvre par le côte en deux valves. Elles contiennent des semences applaties, bordées d'un feuillet membraneux, couchées les unes ſur les autres, & attachées a un placenta qui eſt à l'oppoſite de l'ouverture des deux valves.
J'ai trouvé cette plante ſur les bords de la Clique des Galibis.
Elle étoit en fleur & en fruit dans le mois de Mai. »

— Fusée-Aublet, 1775.